# Aeródromo Las Quemas
El Aeródromo Las Quemas (OACI: SCLQ), es un terminal aéreo ubicado junto a la localidad de Osorno, Provincia de Osorno, Región de Los Lagos, Chile. Es de propiedad privada.